# 馬克·克林
馬克·格里戈里耶維奇·克林（烏克蘭語：Марко́ Григо́рович Крейн，羅馬化：Mark Grigorievich Krein；1907年4月3日—1989年10月17日）是一名蘇聯數學家，為蘇聯泛函分析學派的主要人物之一。他因在運算元理論（與數學物理學中的具體問題密切相關）、矩問題、數學分析和表示論方面的工作而知名。
克林在1907年出生於基輔，17歲時離家前往敖德薩。他的學術生涯很艱難，沒有完成他的第一個學位，並不斷受到反猶太主義歧視的困擾。他的導師是尼古拉·切博塔廖夫。
1982年，他被授予沃爾夫數學獎（與哈斯勒·惠特尼共同獲得），但他未被允許參加頒獎典禮。
1989年，他在敖得薩逝世，享年82歲。
2008年1月14日，克林的紀念牌匾在敖德薩大學的主行政大樓上揭幕。

## 外部連結
- 約翰·J·奧康納; 埃德蒙·F·羅伯遜, ,  （英语）
- 馬克·克林在數學譜系計畫的資料。
- INTERNATIONAL CONFERENCE Modern Analysis and Applications (MAA 2007). Dedicated to the centenary of Mark Krein
- 馬克·克林 （页面存档备份，存于）在Find A Grave的資料。